# Chöpel Sangpo
Chöpel Sangpo (1766-1817) was een Tibetaans tulku. Hij was de achtste gyaltsab rinpoche, een van de vier belangrijkste geestelijk leiders van de karma kagyütraditie in het Tibetaans boeddhisme.
Chöpel Sangpo stond bekend als een meditatiemeester, net als meerdere van zijn voorgangers en opvolgers.